# Jojique
Jojique (Jojik) foi um nobre ativo no Principado da Ibéria no século VII.

## Vida
Sua existência é atestada apenas na História de Taraunitis de João Mamicônio, obra considerada não fiável, e autores como Christian Settipani põe questiona sua existência. Aparece no reinado do imperador Heráclio (r. 610–641), quando foi nomeado marzobã pelo xá Cosroes II (r. 590–628) depois que seu pai Vasdeano relatou ao xá a traição de Tigranes I. Seu primeiro ato foi atacar e remover o príncipe de Siunique de sua posição por pertencer a um clã traiçoeiro e enganador. Depois, quando a Armênia é invadida por Ibraim, sobrinho de Maomé, Jojique convence os nobres a se rebelarem contra Tigranes.